# Maliattha toulgoeti
Maliattha toulgoeti là một loài bướm đêm trong họ Noctuidae.